# Lord Ickenham
Lord Ickenham, eigentlich Frederick Altamont Cornwallis Twistleton, 5th Earl of Ickenham oder einfach Onkel Fred ist eine wiederkehrende fiktive Figur des britisch-amerikanischen Schriftstellers P. G. Wodehouse, die in vier Romanen und einer Kurzgeschichte eine wesentliche Rolle spielt. 

## Charakterisierung
Wodehouse beschreibt Lord Ickenham als großen Mann um die 65 Jahre, der durch seine schlanke, fast jugendliche Figur, seinen Schnurrbart und seine wachen Augen auffällt. Wegen seiner weitläufigen Verwandtschaft zum ursprünglichen Träger des Titels eines Earl of Ickenham waren seine Aussichten gering, jemals Träger dieses Adelstitels zu werden. Er verbrachte zwanzig Jahre seines Lebens in den Vereinigten Staaten, wo er als Cowboy, Zeitungsreporter und Goldsucher arbeitete, bis eine Reihe von Todesfällen in seiner Familie ihn zum Titelerben machte. In dieser Zeit lernte er auch James Schoonmaker, den späteren Ehemann von Lord Emsworth Schwester Lady Constance und dessen Tochter Myra kennen. 
Nach seiner Rückkehr nach Großbritannien wird er Mitglied des Pelikan Clubs und zum guten Freund von Galahad Threepwood. Lord Emsworth vertraut auf seine Hilfe, wenn dieser unabkömmlich ist und die Verwicklungen auf Blandings Castle zu kompliziert werden. So springt er beispielsweise in Onkels Erwachen Lord Emsworth zur Seite als der Duke of Dunstable der Kaiserin von Blandings, das Lieblingsschwein von Lord Emsworth, einer Fitnesskur unterziehen möchte. 
Lord Ickenhams Landsitz liegt in Hampshire, wo er gemeinsam mit seiner US-amerikanischen Frau Jane lebt. Jane, die in keiner der Erzählungen persönlich in Erscheinungen tritt, erlaubt ihm anfänglich einen oder zwei Tage wilden Lebens in der Stadt. Später jedoch übernimmt sie mit straffer Hand die Familienfinanzen und räumt ihm lediglich genug Taschengeld für „Golfbälle, etwas Selbstrespekt und Tabak“ ein. Sie besteht auch darauf, dass er sein ruhiges Landleben fortsetzt. Der nutzt jedoch deren Reisen in den Süden Frankreichs oder zu ihrer Muter in die Karibik, um an seine wilde Vergangenheit anzuknüpfen und bringt dabei auch regelmäßig seinen Neffen Pongo Twistleton in Schwierigkeiten.

## Erzählungen mit Lord Ickenham als Protagonist
Lord Ickenham tritt in vier Romanen und einer Kurzgeschichte in Erscheinung: 
- Uncle Fred Flits By (1935) – Kurzgeschichte in der Sammlung Young Men in Spats, (1936)
- Uncle Fred in the Springtime (1939), deutscher Titel Onkels Erwachen. Der Roman gehört zur Blandings Castle-Saga
- Uncle Dynamite (1948), deutscher Titel Onkel Dynamit.
- Cocktail Time (1958)
- Service with a Smile (1961), deutscher Titel Stets zu Diensten, ebenfalls ein Roman aus der Blandings Castle-Sage

## Einzelbelege
1. 1 2   Usborne: Plum Sauce. A P. G. Wodehouse Companion. S. 49
2. ↑   Usborne: Plum Sauce. A P. G. Wodehouse Companion. S. 51.
3. ↑   Usborne: Plum Sauce. A P. G. Wodehouse Companion. S. 50.